# Семенково (Ельнинский район)
Семенково   — деревня  в  Смоленской области России,  в Ельнинском районе. По состоянию на 2007 год постоянного населения не имеет .  Расположена в юго-восточной части области  в 16  км к востоку от города Ельня,  в 7 км к северу от  автодороги Р96 Новоалександровский(А101)- Спас-Деменск — Ельня — Починок. В 8 км к югу от деревни железнодорожная станция Коробец на линии Смоленск  - Сухиничи. Входит в состав Коробецкого сельского поселения.
Деревня находится на территории Ельнинского государственного зоологического заказника.